# Mondeuse Blanche
Die Weißweinsorte Mondeuse Blanche ist eine autochthone Sorte der Region Savoyen und wird in der AOC Appellation Vin de Savoie und im VDQS-Bereich Vin du Bugey angebaut. Dennoch ist ihre Verbreitung ausgesprochen gering. Im Jahr 1999 wurden nur 5 Hektar Rebfläche in Frankreich erhoben.
Die Sorte ergibt Qualitätsweine mit hohem Säuregehalt, die extrem gut altern und eine Lebenserwartung von mehr als 30 Jahren haben können.
Laut José Vouillamoz stehen Mondeuse Blanche und Mondeuse Noire in einer Eltern-Kind-Beziehung. Louis Levadoux, ein französischer Ampelograph, ordnete Mondeuse der Rebsortenfamilie "famille des Sérines" zu, der auch die Sorten Syrah, Roussanne, Viognier, Altesse oder Marsanne blanche angehören. Demnach käme die Sorte aus dem Südosten Frankreichs. In der Vergangenheit wurde von dem Ampelographen Pulliat auch eine Mondeuse Grise beschrieben, die jedoch vermutlich ausgestorben ist.

## Elternteil der roten Rebsorte Syrah
Im Jahr 1998 gewann die Mondeuse Blanche jedoch an zusätzlicher Bedeutung. Nach DNA-Analysen der University of California in Davis ist aus einer vermutlich natürlichen Kreuzung zwischen Dureza und der Mondeuse Blanche die bekannte rote Rebsorte Syrah entstanden. 

## Ampelographische Sortenmerkmale
In der Ampelographie wird der Habitus folgendermaßen beschrieben:
- Die Triebspitze ist offen. Sie ist wollig behaart, die Spitzen sind grünlich mit leicht bronzefarbenem Anflug. Die hellgrünen Jungblätter sind schwach behaart und stark bronzefarben.
- Die mittelgroßen Blätter sind fünflappig und deutlich gebuchtet. Die Stielbucht ist lyren-förmig offen. Das Blatt ist gezahnt. Die Zähne sind im Vergleich der Rebsorten mittelgroß.
- Die walzenförmige Traube ist geschultert, mittelgroß und dichtbeerig. Die rundlichen oder leicht länglichen Beeren sind mittelgroß und grün-goldener Farbe. Das Aroma der Beere ist recht neutral, aber säuerlich.

Die Rebsorte reift ca. 20 Tage nach dem Gutedel und ist somit für südfranzösische Verhältnisse früh reifend, so dass sie in den Berglagen Savoyens ausreifen kann.

## Synonyme
Die Rebsorte Mondeuse Blanche ist auch unter den Namen Aigre Blanc oder Blanc aigre (übersetzt weißer Essig), Blanche oder Blanchette, Couilleri, Dongine, Donjin, Jongin, Jonvin, Persagne und Savouette bekannt.